# Пухта (река)
Пухта — река в России, протекает по территории Деревянкского и Ладвинского сельских поселений Прионежского района Республики Карелии. Длина реки — 28 км, площадь водосборного бассейна — 109 км².

## Общие сведения
Река берёт начало из болота без названия. В общей сложности имеет четыре малых притока суммарной длиной 16 км.
Впадает на высоте 33,0 м над уровнем моря в Онежское озеро.
В верхнем течении на берегах реки располагается посёлок Пухта.
Код объекта в государственном водном реестре — 01040100612102000013903.

## Фотографии
|  |  |